# 임인건

임인건

임인건은 대한민국의 재즈피아니스트이다. 대한민국 재즈의 1.5세대로 불리며, 한국 최초의 재즈 클럽 야누스에서 피아노를 쳤다.

## 공연
- 남무성이 진행하는 한여름의 쏘 쿨 재즈 2011
- 2012 제주힐링뮤직페스티벌
- 2014 힐링뮤직페스티벌 - 파주
- 임인건 콘서트 2015
- 라운드 미드나잇 2015
- 임인건 solo piano＆트리오 클로저 2016
- 라운드 미드나잇 <재즈위크> 2016
- 제주, 재즈 그리고 스위트피 2017
- 서울숲재즈페스티벌 2017, 2018
- 임인건 비단구두 Piano Solo 콘서트 2017
- 라운드 미드나잇 2017 Christmas ＆ Year-end - 파주
- 청남대재즈토닉페스티벌 2018

그 외 다수

## 앨범
| 앨범 | 앨범 제목                      | 발매 년도 | 타이틀                         |
| ---- | ------------------------------ | --------- | ------------------------------ |
| 정규 | 피아노 연주집 Vol. 2           | 1992      | 여행                           |
| 정규 | 3집 피아노가 된 나무           | 2004      | 피아노가 된 나무               |
| 정규 | 소혹성 B-612                   | 2007      | 우리들 이야기                  |
| 정규 | 3집 Inflection Point (변곡점)  | 2011      | 내민 손                        |
| 정규 | All That Jeju                  | 2015      | 봐사주, 하도리 가는 길         |
| 정규 | 동화                           | 2015      | 서울하늘                       |
| 정규 | 야누스, 그 기억의 현재         | 2016      | 바람이 부네요(Vocal 박성연)    |
| 싱글 | 홀로 크리스마스                | 2017      | 홀로 크리스마스(Feat. 계피)    |
| 정규 | 비단구두(Re-Recordings)        | 2018      | 비단구두                       |
| 싱글 | 군산추억                       | 2018      | 군산추억                       |
| 싱글 | 그대여 어제는 왜 그리 취했나요 | 2018      | 그대여 어제는 왜 그리 취했나요 |
| 싱글 | 저무는 길                      | 2018      | 저무는 길                      |

1. ↑  “(유튜브) 내민 손 - 임인건”.
2. ↑  “[유튜브] 하도리 가는 길(with 요조, 강아솔)-임인건”.
3. ↑  “(유튜브) [MV] 바람이 부네요(Vocal 박성연)”.